# Psammotettix kolosvarensis
Psammotettix kolosvarensis är en insektsart som beskrevs av Matsumura 1908. Psammotettix kolosvarensis ingår i släktet Psammotettix och familjen dvärgstritar. Inga underarter finns listade i Catalogue of Life.